# رمز العملية
رمز العملية (بالإنجليزية: operation code)‏ اختصارًا opcode ولها معاني بالإنجليزية أخرى مثل instruction syllable و (opstrings) في الحوسبة، هو جزء من مجموعة أوامر بلغة الآلة لتحديد العملية التي يتعين القيام بها. بجانب كود التشغيل نفسه، تحدد معظم التعليمات أيضًا البيانات التي ستعالجها على هيئة معاملات. بالإضافة إلى الشفرات المستخدمة في بنية مجموعة التعليمات الخاصة بوحدات المعالجة المركزية المختلفة، والتي تعتبر عتادًا، يمكن أيضًا استخدامها في آلات الحوسبة المجردة كجزء من مواصفات رمز البايت الخاصة بها.